# Puerto natural

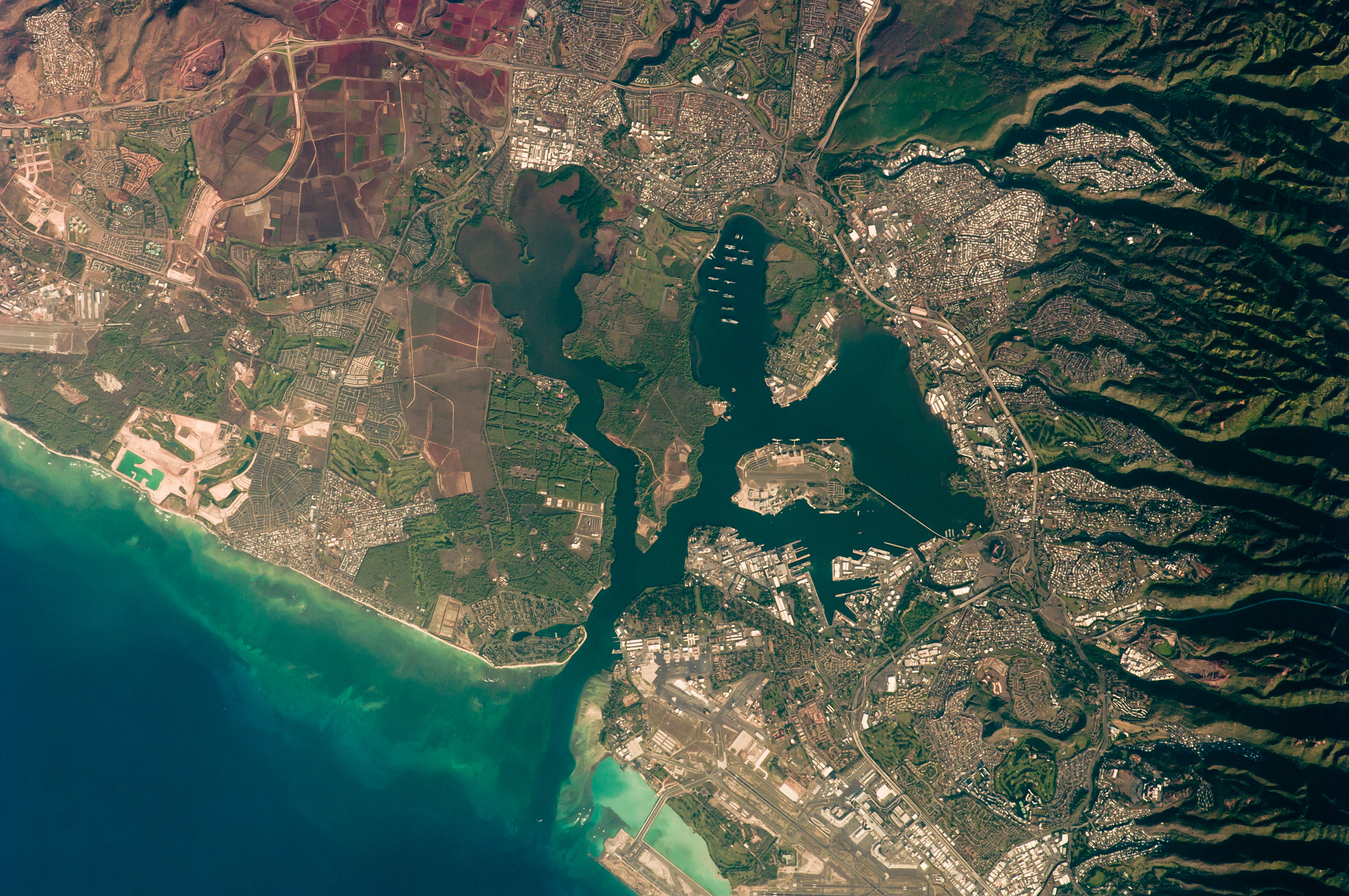
Imagen satelital de Pearl Harbor, una bahía de Oahu en Hawái que constituye un puerto natural parcialmente artificializado.

Un puerto natural es una hendidura en una costa, como una ensenada, bahía, estuario, fiordo, etc. permitiendo que los barcos atraquen y se refugien allí. El calado y las dimensiones del puerto natural que permitan las maniobras (atraque, marcha atrás, etc.) determinarán el tamaño de las embarcaciones que podrán utilizarlo.
Un puerto natural puede ser parcial o totalmente artificializado posteriormente; se opone a los puertos construidos ex nihilo, ya sea creando muelles mediante el dragado y excavación del litoral o construyendo diques y escolleras frente a él.

## Características

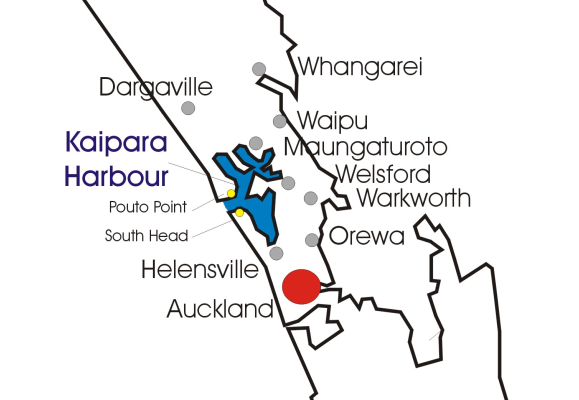
El puerto de Kaipara forma un buen puerto natural con sus brazos ampliamente ramificados.

Se habla de puerto natural en particular cuando también existe la necesidad de una función portuaria en un lugar adecuado. Por sus características de zona de agua cerrada, las bahías ofrecen protección al fondeadero y atraque de los buques frente al fuerte oleaje, pero las condiciones de caudal del agua y especialmente la profundidad del agua en bajamar deben cumplir los requisitos para su uso marítimo.
Especialmente debido a la presencia de una dársena portuaria natural, el término se ha aceptado en todo el mundo para las instalaciones portuarias. Sin embargo, muchos nombres de lugares con el apodo de puerto natural se refieren a la ubicación originalmente favorable debido a la protección contra el clima y las condiciones del agua. Fiordos, rías y bahías a veces también se denominan "puertos naturales de aguas profundas", como la ría de Kiel o de Eckernförde, que, sin embargo, suelen ser más pequeños y más estrechos que muchos de los puertos naturales más grandes mencionados como ejemplos. El téermino de puerto natural no hace ninguna declaración sobre las medidas estructurales necesarias, los sistemas técnicos y los cambios en la naturaleza existente para la usabilidad real como puerto.

## Historia

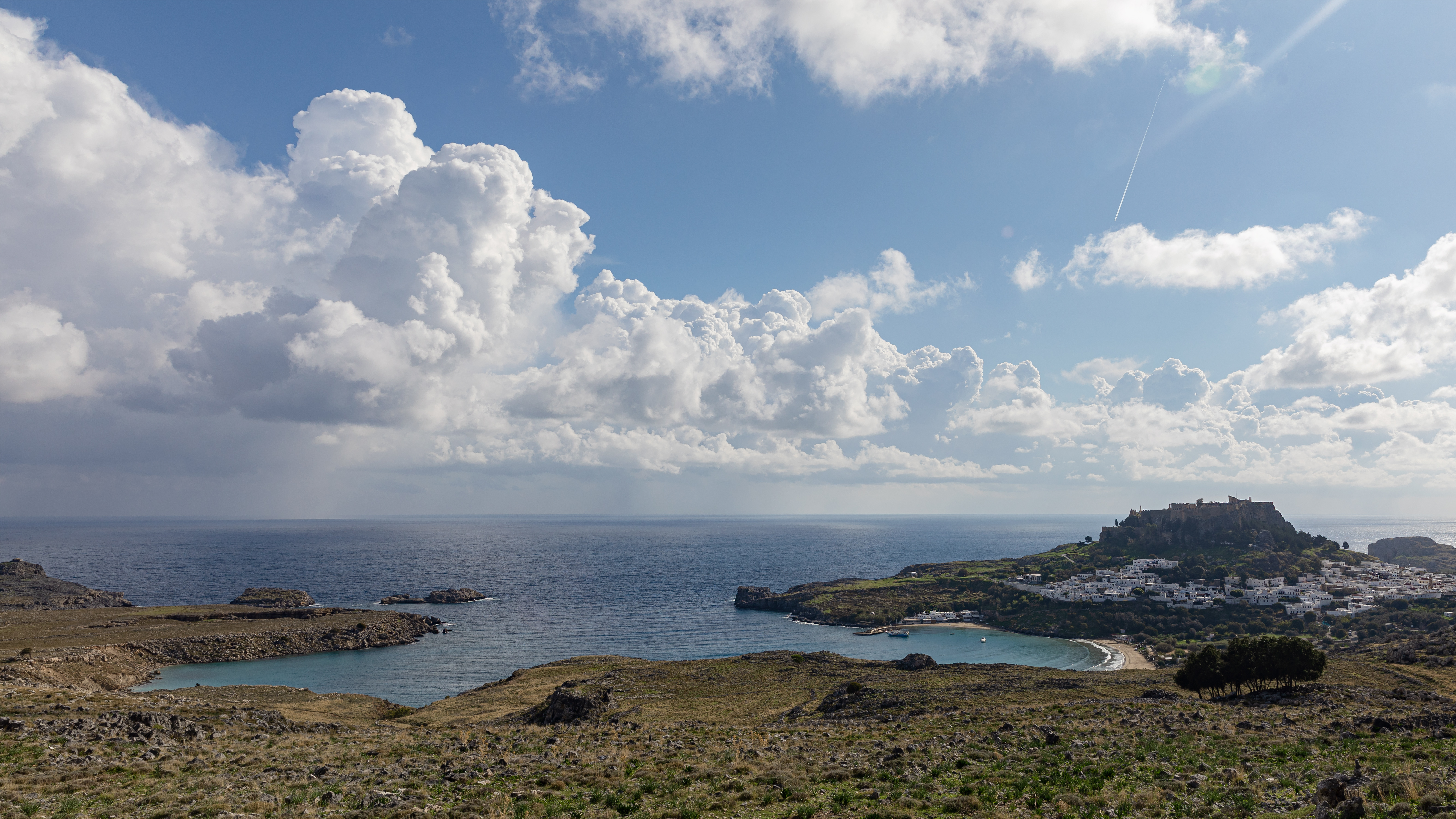
El puerto natural de Lindos, ya utilizado en la antigüedad

Antes de la creación de instalaciones portuarias construidas, se usaban las "playas", donde los barcos simplemente encallaban en la arena, servían como lugares de desembarque para el tráfico marítimo, como en el caso de Haitabu. Los lugares adecuados para esto a menudo se ampliaron más tarde en el curso de su uso y se convirtieron en centros de asentamiento y comercio. Homero describe estructuras portuarias naturales adecuadas en la Odisea y Tucídides enfatizó su importancia en la fundación del Pireo por parte de Temístocles.

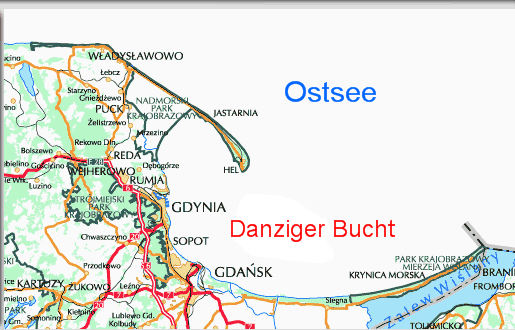
Un vívido ejemplo de un puerto natural es la bahía de Gdańsk

Incluso después de la antigüedad, la presencia de puertos naturales a menudo desempeñó un papel decisivo en la fundación de asentamientos hasta la era de la industrialización. Por ejemplo, en 1530 Carlos V entregó la isla de Malta (incluidas Gozo y Comino) como feudo a la Orden de San Juan, que había sido expulsada de la isla de Rodas en 1523. La razón de elegir este grupo de islas fue, además de la ubicación estratégica, la presencia de dos grandes puertos naturales en la costa este de la isla de Malta. En unos pocos años, las ciudades de Senglea y Valletta surgieron directamente en el Gran Puerto.
Incluso durante el período colonial británico, los puertos naturales fueron a menudo criterios decisivos para el establecimiento de asentamientos y bases. Desde un punto de vista militar, los puertos naturales ofrecían la única posibilidad para el estacionamiento temporal o permanente de flotas más grandes, que podían estar compuestas por varios cientos de barcos, hasta el siglo XX. Los ejemplos incluyen el uso de la bahía de Marsaxlokk y el puerto de Marsamxett por parte de la flota otomana durante el sitio de Malta, el estacionamiento de la flota doméstica británica en Scapa Flow durante la Primera Guerra Mundial y la Segunda Guerra Mundial, y la flota estadounidense del Pacífico en Pearl Harbor desde 1898

## Algunos ejemplos de puertos naturales
- Bahía de Avacha: gran puerto natural cerca de Petropavlovsk-Kamchatsky.[5]
- Bahía de Gdansk: gran puerto natural en el Mar Báltico.[6]
- Port Jackson, cerca de Sydney: gran puerto natural australiano.[7]
- Puerto de Kaipara: gran puerto natural de Nueva Zelanda.[8]
- Lisboa Tejo: gran puerto natural en el Atlántico
- Puerto de Mahón: gran puerto natural en el Mar Mediterráneo (Menorca)
- Puerto de Nueva York centrado en la bahía superior de Nueva York del río Hudson (Atlántico/América del Norte)
- Puerto de Poole: gran puerto natural inglés en el Canal de la Mancha
- Bahía de San Francisco: gran puerto natural en el Pacífico
- Puerto de Freetown en Sierra Leona
- Bahía de Manila en Filipinas: con casi 2000 km², una de las más grandes del mundo
- Falmouth (Cornualles).[9]